# Estación de Celrá

Celrá o también Celra (en catalán y según Adif Celrà) es una estación ferroviaria situada en el municipio español de Celrá, en la provincia de Gerona, comunidad autónoma de Cataluña. Dispone de servicios de Media Distancia operados por Renfe.

## Situación ferroviaria
La estación se encuentra en el punto kilométrico 38,8 de la línea Barcelona-Cerbère en su sección Massanet-Massanas a Port Bou y Cerbère a 65,7 metros de altitud. El tramo es de vía doble y está electrificado.

## Historia
La estación fue inaugurada el 28 de octubre de 1877 con la puesta en marcha del tramo Gerona - Figueras de la línea que pretendía unir Barcelona con la frontera francesa. Las obras corrieron a cargo de la Compañía de los ferrocarriles de Tarragona a Barcelona y Francia o TBF fundada en 1875. En 1889, TBF acordó fusionarse con la poderosa MZA. Dicha fusión se mantuvo hasta que en 1941 la nacionalización del ferrocarril en España supuso la desaparición de todas las compañías privadas existentes y la creación de RENFE. 
Desde el 31 de diciembre de 2004 Renfe Operadora explota la línea mientras que Adif es la titular de las instalaciones ferroviarias.

## La estación
Está situada al norte del núcleo urbano, entre la misma y un polígono industrial al borde de la carretera que va a Palamós. El edificio para viajeros es un pequeño recinto de base rectangular, de planta baja, construido con ladrillos y cubierto con un tejado de dos vertientes. Cuenta con dos vías y dos andenes laterales. Con anterioridad uno de esos dos andenes era central ya que daba acceso a una tercera que aún se conserva pero que está totalmente en desuso. El recinto no ofrece ningún servicio adicional más allá de un panel informativo. En el exterior existe un aparcamiento habilitado. 

## Servicios ferroviarios

### Cercanías
Celrá es una estación de la línea RG1 de Cercanías de Gerona.

### Media Distancia
El tráfico de Media Distancia con parada en la estación tiene como principales destinos Barcelona, Portbou y Cerbère. 
| Línea MD | Trenes   | Origen/Destino |  | Destino/Origen  | Equivalente Rodalies de Catalunya |
| -------- | -------- | -------------- |  | --------------- | --------------------------------- |
| 33       | Regional | Barcelona      |  | Portbou Cerbère |                                   |